# Nadège Noële Ango-Obiang
Nadège Noële Ango Obiang, née le 20 décembre 1973 à Libreville au Gabon est une écrivaine gabonaise. 

## Etude
Elle écrit des nouvelles, du théâtre, des roman-photos, des scénarios et de la poésie,.
Titulaire d'une thèse en économie, elle continue jusqu'à présent à allier l'écriture et ses compétences d'économiste,.

## Récompense
Elle a reçu son premier prix à 17 ans pour son poème Rien qu'une nuit, lors du récital poétique du Komo du 26 avril 1991. 
En 1997, elle est lauréate du prix de poésie à l'Université Omar-Bongo alors qu'elle est en deuxième année d'économie. 
En 2000, elle obtient le prix spécial du jury du concours BICIG amie des arts et des lettres pour sa nouvelle L'amour dans deux visages. La même année, avec les chants ultimes des naufragés, elle décroche l'hibiscus d'argent du concours de poésie de l'Union des Écrivains Gabonais (UDEG) qui donne lieu à la publication d'un recueil de poème paru en 2001. 
Le 3 avril 2009 sa pièce de théâtre La dépression est jouée par une troupe de lycéens serbes de Novi Sad à Saint-Malo. La même pièce est jouée par Productions Rêves Intentionnels en 2011 et en 2012. 
En 2011 également, sa thèse de doctorat reçoit une distinction (nomination) dans le concours international des jeunes chercheurs de moins de 40 ans organisé par l'institut CEDIMES. 